# یک جوک موسیقایی
یک جوک موسیقایی (به آلمانی: Ein musikalischer Spaß)، یک دیوِرتیمنتو ساختهٔ موتسارت به شمارهٔ ۵۲۲ از فهرست کشل است. تاریخ اتمام آن به‌طور قطع مشخص نیست، اما مشخص است که خودِ موتسارت در تاریخ ۱۴ ژوئن ۱۷۸۷ آن را وارد «کاتالوگ تمام اثرها»ی خویش کرده‌است. منتقدان و موسیقی‌شناسان زیادی معتقدند که هدف از نوشتن این قطعه «طعنه» بوده‌است، به‌طوری‌که خطاهای تعمدیِ هارمونیک و ناسازگاری‌های ریتمیک آن برای تمسخر آهنگ‌سازان بی‌کفایتِ دورهٔ موتسارت به‌کار گرفته شده‌اند. خودِ موتسارت راجع به دلیل تصنیف اثر سخنی نگفته‌است.

## ساختار و عناصر

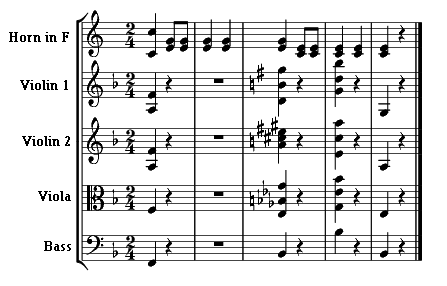
بخشی از نت‌های «یک جوک موسیقایی»

این اثر در چهار موومان برای کوارتت زهی و دو هورن در فا نوشته شده‌است. فرم آن شبیه به فرم استاندارد دیوِرتیمِنتوهای کلاسیک است:
الِگرو در فا ماژور (فرم سونات)، منوئِتو و تریو در فا ماژور و سی بمل ماژور، آداجیو کانتابیله در دو ماژور، پرِستو در فا ماژور (فرم روندو برای سونات)
برخی از عناصر کمدی در قطعه عبارت‌اند از:
فواصل پنجم ثانویه به‌جای فواصل چهارم موردنیاز، غیرکوک‌نوازی در هورن‌ها، گام‌های کامل شش‌تایی در نت‌های زیر برای ویولون‌ها، ارکستراسیون نامرتب، همراهی سنگین برای خط ملودی بسیار کوچک موومان چهارم، مدولاسیون به گام‌های نادرست فرم سونات در موومان اول، آغاز موومان آهسته در سُل ماژور به‌جای دو ماژور، یک ملودی احساسی در بخش فوگ.
این اثر همچنین به دلیل یکی از اولین استفاده‌ها از پُلی‌تونالیته در موسیقی شناخته می‌شود، تا حدی که دو میزان پایانی در موومان پرِستو به‌طور واضح توسط سازهای مختلف در گام‌های مختلف اجرا می‌شوند: هورن‌ ها در فا ماژور، ویولن و ویولا در سُل ماژور، لا ماژور و می بمل ماژور، باس در سی بمل ماژور.
عناصر فوق همگی برای موسیقی دورهٔ کلاسیک غیرمعمول بودند؛ هرچند بعدها استفاده از آنها برای آهنگ‌سازان اوایل قرن بیستم، مانند دبوسی و استراوینسکی عادی شد، اما این اثر موتسارت به دلیل فرم‌های کلاسیک خود همچنان سبک کمدی خود را حتی میان آثار سدهٔ بیستم حفظ کرد.

## ترجمهٔ نام
در دهه‌های اخیر، منتقدانی مانند فریتز اشپیگل، بر این باور بودند که ترجمهٔ غلط یا نادقیقِ نام قطعه موجب ابهاماتی در مورد دلیل تصنیف آن شده‌است؛ زیرا کلمهٔ Spaß لزوماً به معنی «جوک» نیست و برای جوک از کلمهٔ Scherz بیشتر استفاده می‌شود. به عقیدهٔ وی نام «یک تفریح موسیقایی» (Some Musical Fun) برای این اثر مناسب‌تر است.